# Yuval Abraham
Yuval Abraham (Be'er Sheva, 1995) è un giornalista, regista, traduttore, sceneggiatore e montatore israeliano, vincitore del Premio Oscar al miglior documentario per No Other Land.

## Biografia
Yuval Abraham è nato nel 1995 a Be'er Sheva, ma è cresciuto a Gerusalemme. Ha origini mizrahì e aschenazite, oltre che yemenite da parte del nonno. Sua nonna è nata in un campo di concentramento italiano in Libia, mentre l'altro nonno perse la maggior parte della sua famiglia nell'Olocausto.  A 19 anni, si è arruolato nell'esercito per entrare nelle Forze di difesa israeliane, abbandonandolo dopo una settimana di corso di addestramento. Il processo di congedo dall'esercito durò alcune settimane, durante le quali gli fu assegnato il ruolo di quartiermastro nelle Heyl Ha'Avir. Successivamente, ha lavorato come volontario nelle scuole israeliane e palestinesi. Ha imparato l'arabo e soggiornato presso alcune famiglie in Cisgiordania mentre le loro case venivano demolite dalle Forze di difesa israeliane. Nel 2019 ha contattato il giornalista inglese Ahmed Alnaouq, con il quale ha creato la piattaforma Across the Wall. Il progetto è stato sospeso a tempo determinato nel novembre 2023, dopo che 23 membri della famiglia di Alnaouq sono stati uccisi da bombardamenti israeliani. Dal 2024, lavora come giornalista e reporter investigativo per i media indipendenti +972 Magazine e Local Call. Ha lavorato anche per la Social TV, contribuendo a pubblicazioni per The Guardian e The Nation, oltre ad essere apparso su reti come Democracy Now  e CNN. Nel 2024 ha co-diretto e co-sceneggiato il documentario No Other Land, presentato al Festival di Berlino 2024. Per questo lavoro, ha ricevuto la candidatura e l'assegnazione del Premio Oscar al miglior documentario.

## Filmografia

### Regista
- No Other Land, co-regia con Basel Adra, Rachel Szor e Hamdan Ballal (2024)

### Sceneggiatore
- No Other Land, regia di Basel Adra, Yuval Abraham, Rachel Szor e Hamdan Ballal (2024)

### Montatore
- No Other Land, regia di Basel Adra, Yuval Abraham, Rachel Szor e Hamdan Ballal (2024)

## Riconoscimenti
- Premio Oscar
  - 2025 - Premio al miglior documentario per No Other Land [14]
- Premio BAFTA
  - 2025 - Candidatura al miglior documentario per No Other Land